# Wahlkreis Bristol Central
Der Wahlkreis Bristol Central ist ein Wahlkreis (englisch constituency) für die Wahl eines Abgeordneten des britischen Unterhauses (House of Commons).

## Ergebnisse

### Parlamentswahl 1918
| Kandidaten           | Kandidaten    | Parteien       | Stimmen | %    |
| -------------------- | ------------- | -------------- | ------- | ---- |
|                      | Thomas Inskip | Unionist Party | 12.232  | 63,2 |
|                      | Ernest Bevin  | Labour Party   | 7.137   | 36,8 |
| Gesamt               | Gesamt        | Gesamt         | 19.369  | 100  |
|                      |               |                |         |      |
| Quelle: UK Parlament |               |                |         |      |

### Parlamentswahl 1922
| Kandidaten           | Kandidaten          | Parteien       | Stimmen | %    |
| -------------------- | ------------------- | -------------- | ------- | ---- |
|                      | Thomas Inskip       | Unionist Party | 15.568  | 55,9 |
|                      | Christopher Thomson | Labour Party   | 12.303  | 44,1 |
| Gesamt               | Gesamt              | Gesamt         | 27.871  | 100  |
|                      |                     |                |         |      |
| Quelle: UK Parlament |                     |                |         |      |

### Parlamentswahl 1923
| Kandidaten           | Kandidaten            | Parteien       | Stimmen | %    |
| -------------------- | --------------------- | -------------- | ------- | ---- |
|                      | Thomas Inskip         | Unionist Party | 14.386  | 54,7 |
|                      | Samuel Edward Walters | Labour Party   | 11.932  | 45,3 |
| Gesamt               | Gesamt                | Gesamt         | 26.318  | 100  |
|                      |                       |                |         |      |
| Quelle: UK Parlament |                       |                |         |      |

### Parlamentswahl 1924
| Kandidaten           | Kandidaten         | Parteien       | Stimmen | %    |
| -------------------- | ------------------ | -------------- | ------- | ---- |
|                      | Thomas Inskip      | Unionist Party | 17.177  | 55,1 |
|                      | James Lovat-Fraser | Labour Party   | 14.018  | 44,9 |
| Gesamt               | Gesamt             | Gesamt         | 31.195  | 100  |
|                      |                    |                |         |      |
| Quelle: UK Parlament |                    |                |         |      |

### Parlamentswahl 1929
| Kandidaten           | Kandidaten    | Parteien       | Stimmen | %    |
| -------------------- | ------------- | -------------- | ------- | ---- |
|                      | Joseph Alpass | Labour Party   | 20.749  | 55,7 |
|                      | Thomas Inskip | Unionist Party | 16.524  | 44,3 |
| Gesamt               | Gesamt        | Gesamt         | 37.273  | 100  |
|                      |               |                |         |      |
| Quelle: UK Parlament |               |                |         |      |

### Parlamentswahl 1931
| Kandidaten           | Kandidaten     | Parteien           | Stimmen | %    |
| -------------------- | -------------- | ------------------ | ------- | ---- |
|                      | Allen Bathurst | Conservative Party | 22.311  | 59,6 |
|                      | Joseph Alpass  | Labour Party       | 15.143  | 40,4 |
| Gesamt               | Gesamt         | Gesamt             | 37.454  | 100  |
|                      |                |                    |         |      |
| Quelle: UK Parlament |                |                    |         |      |

### Parlamentswahl 1935
| Kandidaten           | Kandidaten     | Parteien           | Stimmen | %    |
| -------------------- | -------------- | ------------------ | ------- | ---- |
|                      | Allen Bathurst | Conservative Party | 15.774  | 52,5 |
|                      | J. J. Taylor   | Labour Party       | 14.258  | 47,5 |
| Gesamt               | Gesamt         | Gesamt             | 30.032  | 100  |
|                      |                |                    |         |      |
| Quelle: UK Parlament |                |                    |         |      |

### Nachwahl 1943
| Kandidaten           | Kandidaten      | Parteien           | Stimmen | %   |
| -------------------- | --------------- | ------------------ | ------- | --- |
|                      | Violet Bathurst | Conservative Party | –       | –   |
| Gesamt               | Gesamt          | Gesamt             | 0       | 100 |
|                      |                 |                    |         |     |
| Quelle: UK Parlament |                 |                    |         |     |

### Parlamentswahl 1945
| Kandidaten           | Kandidaten      | Parteien           | Stimmen | %    |
| -------------------- | --------------- | ------------------ | ------- | ---- |
|                      | Stan Awbery     | Labour Party       | 13.045  | 63,9 |
|                      | Violet Bathurst | Conservative Party | 7.369   | 36,1 |
| Gesamt               | Gesamt          | Gesamt             | 20.414  | 100  |
|                      |                 |                    |         |      |
| Quelle: UK Parlament |                 |                    |         |      |

### Parlamentswahl 1950
| Kandidaten           | Kandidaten                | Parteien           | Stimmen | %    |
| -------------------- | ------------------------- | ------------------ | ------- | ---- |
|                      | Stan Awbery               | Labour Party       | 25.889  | 59,7 |
|                      | John Peyton               | Conservative Party | 13.461  | 31,0 |
|                      | Donald David Oliver Jones | Liberal Party      | 4.042   | 9,3  |
| Gesamt               | Gesamt                    | Gesamt             | 43.392  | 100  |
|                      |                           |                    |         |      |
| Quelle: UK Parlament |                           |                    |         |      |

### Parlamentswahl 1951
| Kandidaten           | Kandidaten                 | Parteien           | Stimmen | %    |
| -------------------- | -------------------------- | ------------------ | ------- | ---- |
|                      | Stan Awbery                | Labour Party       | 26.091  | 62,4 |
|                      | Kenelm Antony Philip Dalby | Conservative Party | 15.725  | 37,6 |
| Gesamt               | Gesamt                     | Gesamt             | 41.816  | 100  |
|                      |                            |                    |         |      |
| Quelle: UK Parlament |                            |                    |         |      |

### Parlamentswahl 1955
| Kandidaten           | Kandidaten                 | Parteien           | Stimmen | %    |
| -------------------- | -------------------------- | ------------------ | ------- | ---- |
|                      | Stan Awbery                | Labour Party       | 25.158  | 60,5 |
|                      | Kenelm Antony Philip Dalby | Conservative Party | 16.406  | 39,5 |
| Gesamt               | Gesamt                     | Gesamt             | 41.564  | 100  |
|                      |                            |                    |         |      |
| Quelle: UK Parlament |                            |                    |         |      |

### Parlamentswahl 1959
| Kandidaten           | Kandidaten          | Parteien           | Stimmen | %    |
| -------------------- | ------------------- | ------------------ | ------- | ---- |
|                      | Stan Awbery         | Labour Party       | 19.905  | 53,6 |
|                      | Leslie Gilbert Pine | Conservative Party | 17.209  | 46,4 |
| Gesamt               | Gesamt              | Gesamt             | 37.114  | 100  |
|                      |                     |                    |         |      |
| Quelle: UK Parlament |                     |                    |         |      |

### Parlamentswahl 1964
| Kandidaten           | Kandidaten      | Parteien           | Stimmen | %    |
| -------------------- | --------------- | ------------------ | ------- | ---- |
|                      | Arthur Palmer   | Labour Party       | 16.207  | 54,5 |
|                      | James Taylor    | Conservative Party | 11.616  | 39,0 |
|                      | Desmond Burgess | unabhängig         | 1.936   | 6,5  |
| Gesamt               | Gesamt          | Gesamt             | 29.759  | 100  |
|                      |                 |                    |         |      |
| Quelle: UK Parlament |                 |                    |         |      |

### Parlamentswahl 1966
| Kandidaten           | Kandidaten      | Parteien           | Stimmen | %    |
| -------------------- | --------------- | ------------------ | ------- | ---- |
|                      | Arthur Palmer   | Labour Party       | 15.399  | 58,9 |
|                      | James Taylor    | Conservative Party | 9.410   | 36,0 |
|                      | Desmond Burgess | unabhängig         | 1.322   | 5,1  |
| Gesamt               | Gesamt          | Gesamt             | 26.131  | 100  |
|                      |                 |                    |         |      |
| Quelle: UK Parlament |                 |                    |         |      |

### Parlamentswahl 1970
| Kandidaten           | Kandidaten    | Parteien           | Stimmen | %    |
| -------------------- | ------------- | ------------------ | ------- | ---- |
|                      | Arthur Palmer | Labour Party       | 12.375  | 51,4 |
|                      | James Taylor  | Conservative Party | 9.130   | 37,9 |
|                      | Antony Rider  | Liberal Party      | 2.569   | 10,7 |
| Gesamt               | Gesamt        | Gesamt             | 24.074  | 100  |
|                      |               |                    |         |      |
| Quelle: UK Parlament |               |                    |         |      |

### Parlamentswahl 2024
| Kandidaten           | Kandidaten               | Parteien                         | Stimmen | %    |
| -------------------- | ------------------------ | -------------------------------- | ------- | ---- |
|                      | Carla Denyer             | Green Party of England and Wales | 24.539  | 56,6 |
|                      | Thangam Debbonaire       | Labour Party                     | 14.132  | 32,6 |
|                      | Samuel Williams          | Conservative Party               | 1.998   | 4,6  |
|                      | Robert Clarke            | Reform UK                        | 1.338   | 3,1  |
|                      | Nicholas Coombes         | Liberal Democrats                | 1.162   | 2,7  |
|                      | Kellie-Jay Keen-Minshull | Party of Women                   | 196     | 0,5  |
| Gesamt               | Gesamt                   | Gesamt                           | 43.365  | 100  |
|                      |                          |                                  |         |      |
| Ungültige Stimmen    | Ungültige Stimmen        | Ungültige Stimmen                | 165     | 0,4  |
| Wähler               | Wähler                   | Wähler                           | 43.530  | 69,4 |
| Wahlberechtigte      | Wahlberechtigte          | Wahlberechtigte                  | 62.735  |      |
|                      |                          |                                  |         |      |
| Quelle: UK Parlament |                          |                                  |         |      |